# Opération Tractable
Seconde Guerre mondiale
Batailles
Opérations de débarquement (Neptune)
- Tonga (Deadstick, Batterie de Merville)
- Albany (Chicago, Manoir de Brécourt)
- Boston (Detroit)
- Utah Beach
- Omaha Beach (Pointe du Hoc)
- Gold Beach
- Juno Beach
- Sword Beach

Secteur anglo-canadien
- Caen
- Authie
- Perch (Villers-Bocage)
- Putot
- Bretteville-l'Orgueilleuse
- Norrey
- Mesnil-Patry
- Martlet
- Epsom
- Windsor
- Charnwood
- Jupiter
- Atlantic
- Goodwood
- Crête de Verrières
- Spring
- Bluecoat
- Totalize
- Tractable

Secteur américain
- Carentan
- Cotentin
- Cherbourg (Bombardement)
- Bataille des Haies (Elle, Saint-Lô, La Haye-du-Puits)
- Cobra
- Mortain

Fin de la bataille de Normandie et libération de l'Ouest
- Rennes
- Saint-Malo
- Brest
- Poche de Falaise
- Chambois
- Paris

Mémoire et commémorations
- Cimetières militaires de la bataille de Normandie
- Commémorations du 70e anniversaire
- Projet UNESCO de classement des plages

L’opération Tractable est la dernière offensive des troupes canadiennes et polonaises durant la bataille de Normandie. Elle fait suite à l'inachevée opération Totalize. Son but était la prise de l'importante ville stratégique de Falaise et par la suite des bourgs de Trun et Chambois.

## Déroulement de l'opération
L'opération fut menée par la 1re Armée canadienne contre le Groupe d'armées B allemand et faisait partie du plan plus large d'encerclement des Allemands en Normandie après la percée d'Avranches par les Américains à l'ouest. Malgré un démarrage lent de l'offensive marqué par des gains limités au nord de Falaise, des tactiques innovantes de la 1re division armée polonaise de Stanisław Maczek durant la marche sur Chambois permit à la poche de Falaise, d'être presque refermée le 19 août 1944, y piégeant plus de 300 000 soldats allemands.
Mais bien qu'il ne restât que quelques centaines de mètres pour une fermeture complète de la poche, une longue série d'engagements féroces entre des éléments de la 1re division blindée polonaise et le 2e SS-Panzerkorps sur le mont Ormel empêcha la fermeture totale de la poche, permettant à des milliers de soldats allemands de s'échapper de Normandie. Durant deux jours de combats presque continus, les forces polonaises utilisèrent des tirs de barrage et des combats rapprochés pour contenir les contre-attaques d'éléments de sept divisions allemandes. Le 21 août 1944, les éléments de la 1re Armée canadienne soulagèrent les  rescapés polonais de la bataille, et finalement furent en mesure de fermer la poche de Falaise, conduisant à la capture des éléments restant de la 7e armée allemande.

## Liens externes

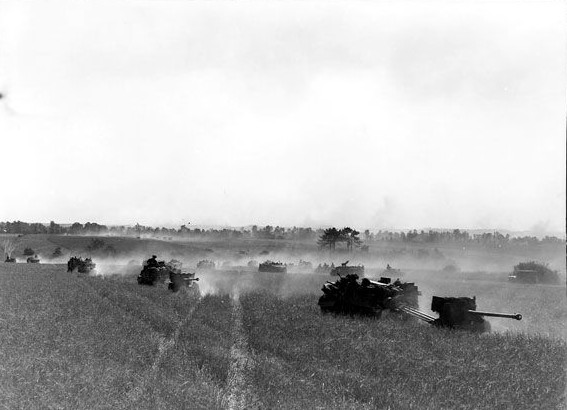
Forces canadiennes progressant vers Falaise, le 14 août 1944